# Aire du figuier, de l'olivier et de la vigne
Ficus, Olea, Vitis
L'aire du figuier, de l'olivier et de la vigne (en latin : Ficus, Olea, Vitis) est une zone de l'esplanade du Forum Romain, située dans le site archéologique le plus important de Rome, qui n'est pas pavée et où poussent un figuier, un olivier et un pied de vigne.

## Localisation
L'aire sacrée se situe à proximité du Lacus Curtius, en avant des Rostres impériaux.

## Description
Il s'agit d'un espace carré à ciel ouvert de 4 mètres de côté environ qui n'a jamais été pavé. Dans ce carré de terre meuble ont poussé d'eux-mêmes, selon Pline l'Ancien, un figuier et un plant de vigne auxquels on a plus tard ajouté un olivier afin de faire un peu d'ombre. L'aire devait également contenir un autel qui a été détruit ou déplacé lors de l'organisation de spectacles de gladiateurs en l'honneur de Jules César. La statue de Marsyas, représentée sur les Plutei Traiani, devait se tenir non loin.
Les trois arbres visibles aujourd'hui ont été replantés en 1956. La zone dans laquelle ils se trouvent pourrait toutefois ne pas correspondre à l'aire antique, Pline l'Ancien semblant indiquer que les plantes poussaient dans la limite du Lacus Curtius, une zone aujourd'hui pavée.